# Referéndum escocés de 1979
El referéndum escocés de 1979 fue la primera consulta popular para la reinstauración de la asamblea legislativa en Escocia, tras su integración en la británica en 1707. Se celebró el 1 de marzo de 1979 y su resultado fue negativo a pesar de vencer las papeletas que deseaban un «Sí». Casi veinte años más tarde, en 1997, otro referéndum enmendó este, recuperando el Parlamento escocés.

## Preguntas
El referéndum escocés de 1979 era una consulta poslegislativa que tuvo lugar sólo en Escocia y donde se valoraban los contenidos de la Ley de Escocia de 1978. En esta propuesta de ley, se recuperaba la existencia de una cámara legislativa escocesa, pero le negaba la posibilidad de modificar los impuestos, lo que fue un tema que monopolizó la campaña electoral.
A los escoceses se les planteó una única pregunta:

¿Quiere que lo estipulado por la Ley de Escocia entre en vigor?

## Posicionamientos
La compleja estructura del referéndum llevó también una compleja campaña, donde los apoyos y los rechazos no estaban claros. El Partido Laborista y el Partido Nacional Escocés apoyaban oficialmente la "descentralización", pero internamente estaban divididos. Entre los laboristas, porque no todos creían en la "descentralización" y muchos preferían que la capacidad legislativa estuviera concentrada en su totalidad en Westminster. Y entre los nacionalistas, porque unos entendían que ese era un paso más hacia la independencia y otros pensaban que era una maniobra de distracción.
Además, el hecho de que el nuevo parlamento no tuviera capacidad para gestionar sus propios impuestos le restaba credibilidad y circuló ampliamente la idea de que sólo supondría un gasto mayor de burocracia.

## Resultados
El resultado fue afirmativo. Los resultados fueron los siguientes:
| Sí        | Sí (%) | No        | No (%) | Participación (%) |
| 1.230.937 | 51,6   | 1.153.500 | 48,4   | 63,8              |

## Respuesta del gobierno británico
Aunque el «Sí» obtuvo la mayoría de los votos, no se cumplió la cláusula sobre la participación: los votos afirmativos debían superar los negativos, y además debían ser más del 40% del electorado, por lo que el gobierno británico rechazó el resultado del referéndum. A continuación, el Parlamento británico rechazó la Ley de Escocia por 301 votos contra 206.
- Datos: Q3395662